# Ytövervakning
Ytövervakning är en militär term som syftar till att konstatera fientlig innästling inom eget behärskat område. De metoder som tillämpas vid ytövervakning är fast eller rörlig spaning, patrullering med eller utan hund samt genomsök med eller utan hund. Ett område som ytövervakas genomförs med en eller flera av nämnda metoder - för att upptäcka fientlig infiltration. Samtliga militära förband kan användas för ytövervakning i mindre eller större utsträckning - men det finns enheter som är specialiserade på ytövervakning t.ex. säkerhetsbataljonen (MP/säk och Säkerhetskompani Sjö), flygbasjägarkompaniet och flygbassäkerhetsförband.
Ytövervakning i kombination med motanfall kallas ibland för stridsspaning eller rensningsoperationer - beroende på om ytövervakningen sker med hjälp av genomsök/patrullering eller spaning.